# HMS Taku (N38)

El HMS Taku (N-38) fue un submarino de la  clase T o clase Triton de la Royal Navy. 

## Construcción
Fue puesto sobre las gradas de los astilleros Cammell Laird & Co Limited, Birkenhead el 18 de noviembre de 1937, desde donde fue botado el 20 de mayo de 1939. Tras la finalización de sus obras, fue entregado a la Royal Navy el 3 de enero de 1940.

## Historial
El Taku sirvió en aguas de soberanía británica y en el mar Mediterráneo.  En abril de 1940, tomó al HMS Ashanti por un destructor alemán, y le lanzó algunos torpedos, que afortunadamente, fallaron.  En un ataque a un convoy alemán, dañó al torpedero alemán Möwe, y en noviembre, falló en un ataque contra el petrolero alemán Gedania.
Fue asignado a la Flota del Mediterráneo en 1941, en el que se anotó algunos hundimientos, como los mercantes italianos Cagliari y Silvio Scaroni, el mixto de carga y pasaje italiano Caldea, el transporte de municiones alemán Tilly L. M. Russ, el minador auxiliar italiano Vincenzo P., los petroleros italianos Arca y Delfín, y los veleros griego Niki, Loray un pequeño velero no identificado.  También atacó al mercante alemán Menes y al petrolero alemán Cerere, pero falló en ambos ataques. 
Fue reasignado a las costas escandinavas en 1944, donde el Taku hundió a los mercantes alemanes Rheinhausen y Hans Bornhofen, además de dañar gravemente al también alemán Harm Fritzen.  En marzo, atacó un convoy, pero falló en su ataque sobre el mercante alemán Moshill.
El Taku chocó contra una mina en 1944, en la que sufrió daños graves. Tras el final de la guerra, fue vendido para desguace en noviembre de 1946 y desguazado al sur de Gales.